# Ананьев, Владимир Иванович
Влади́мир Ива́нович Ана́ньев (укр. Володимир Іванович Ананьєв; 23 марта 1929 — 17 декабря 1996) — народный депутат Украины 1-го созыва, по профессии горный инженер-шахтостроитель.

## Биография
Родился 23 марта 1929 года в Ташкенте в семье рабочих. Русский. В 1948 году поступил в Харьковский горный институт, окончил его в 1953 году и занял должность начальника смены и начальника участка Золотушинского шахтоуправления поселения «Горняк» Алтайского края. Позднее работал начальником Карабашского шахтоуправления города Карабаш Челябинской области.
Занимал должности главного инженера треста «Южуралцветметстрой» (Верхний Уфалей), начальника УНР 442-го треста 88 города Харьков и домостроительного комбината «Харьковжилстрой». С 1973 года вошёл занимал должность заместителя министра промышленного строительства УССР, с 1978 года — заместителя председателя Госплана СССР по вопросам капитального строительства, стройиндустрии и стройматериалов. В 1992 году вышел на пенсию.
18 марта 1990 был избран Народным депутатом Украины, набрав в первом туре 57,75% голосов. Возглавлял подкомиссию по вопросам ЖКХ и дорожного строительства, а также комиссию Верховной Рады Украины по вопросам строительства, архитектуры и ЖКХ.
Был женат, имел одного ребёнка. Скончался 17 декабря 1996.

## Награды
Награждён орденами Ленина, Октябрьской Революции, Трудового Красного Знамени, двумя Почётными грамотами Президиума Верховного Совета УССР, а также Государственной премией имени Шевченко.